# Језера принчева
Језера принчева налазе се у источној Африци. То су Рудолфово, Албертово и Едвардово језеро.
Три језера у источној Африци носе имена европских принчева. Да ли је то настојање истраживача Африке да се захвале владарима на материјалној помоћи, или жеља за исказивањем колонијалне моћи, тешко је одгонетнути. Но, чињеница је да већ у XIX веку велики хидрографски објекти у источној Африци носе имена европских владара и њихових најближих. Поред језера Викторије (названог тако по енглеској краљици Викторији) имена принчева носе Рудолфово, Албертово и Едвардово.

## Откриће језера
Рудолфово језеро (сада познато под називом Туркана) први је од Европљана открио мађарски гроф Телики де Сек, као вођа једне аустроугарске експедиције која је у Африци боравила 1887. и 1888. године. Језеру, које домороци називају Басо Норак („црна вода“) дато је име Рудолф, по аустријском принцу Рудолфу. Испитивањем Рудолфовог језера бавио се и члан руског представништва у Етиопији А. К. Булатович 1898. године, а у рејону језера боравио је и Н. С. Леонтев, један од истраживача Етиопије.
На Албертово језеро од Европљана први је дошао Самјуел Вајт Бејкер са својом женом и експедицијом 14. марта 1864. године. Домородачко становништво називало је ово језеро Мута-нзиге или Мвутан-нзиге, Лута-нзиге, али му је Бејкер дао име енглеског принца Алберта, већ преминулог мужа краљице Викторије.
Треће, Едвардово језеро први је открио Хенри Мортон Стенли. Овај велики истраживач Африке први пут је боравио на језеру 1876. године, крећући се са својом експедицијом од истока на запад кроз централну Африку. Језеру је дао име престолонаследника енглеске круне, принца Едварда, сина краљице Викторије. Једанаест година касније Стенли је поново боравио на језеру, крећући се са својом експедицијом са запада на исток Африке.